# Кайны (Санчурский район)
 Кайны  — опустевшая деревня в Санчурском муниципальном округе Кировской области.

## География
Расположена на расстоянии примерно 6 км по прямой на юго-запад от райцентра поселка Санчурск.

## История
Известна с 1891 года как деревня Мурлыковка (Кайны), в 1905 году здесь (починок Кайны)  было дворов 24 и жителей 150, в 1926 (уже деревня Кайны или Шунур) 29 и 144, в 1950 30 и 92, в 1989 оставалось 8 человек. С 2006 по 2019 год входила в состав Сметанинского сельского поселения.

## Население
Постоянное население не было учтено как в 2002 году, так и в 2010.